# Xe législature du Parlement des îles Baléares
La Xe législature du Parlement des îles Baléares est un cycle parlementaire du Parlement des îles Baléares, d'une durée de quatre ans, ouvert le 20 juin 2019 à la suite des élections du 26 mai précédent, et clos le 4 avril 2023.

## Bureau
| Poste                    | Titulaire                     | Parti | Parti   | Circonscription |
| ------------------------ | ----------------------------- | ----- | ------- | --------------- |
| Président                | Vicenç Thomàs                 |       | PSOE    | Majorque        |
| Première vice-présidente | Gloria Santiago               |       | Podemos | Ibiza           |
| Second vice-président    | Juan Manuel Lafuente          |       | PP      | Minorque        |
| Première secrétaire      | Joana Campomar                |       | Més     | Majorque        |
| Second secrétaire        | Maxo Benalal                  |       | Cs      | Ibiza           |
| Second secrétaire        | Marc Pérez-Ribas (21/09/2021) |       | Cs      | Majorque        |

## Groupes parlementaires
| Nom | Nom                                 | Début | Fin | Porte-parole                                                   |
| --- | ----------------------------------- | ----- | --- | -------------------------------------------------------------- |
|     | Groupe socialiste                   | 19    | 19  | Silvia Cano Pilar Costa (17/02/2021)                           |
|     | Groupe populaire                    | 16    | 16  | Biel Company Antonio Costa (30/08/2021)                        |
|     | Groupe Unidas Podemos               | 6     | 6   | Alejandro López                                                |
|     | Groupe Ciudadanos                   | 5     | 5   | Marc Pérez-Ribas Patricia Guasp (12/11/2020)                   |
|     | Groupe Més per Mallorca             | 4     | 4   | Miquel Ensenyat Josep Ferrà (14/09/2022)                       |
|     | Groupe Vox-Actúa Baleares           | 3     | 3   | Jorge Campos                                                   |
|     | Groupe El Pi-Proposta per les illes | 3     | 3   | Jaume Font Catalina Pons (11/03/2020) Josep Melià (23/08/2021) |
|     | Groupe mixte                        | 3     | 3   | Poste tournant                                                 |

## Commissions parlementaires
| Commission | Président                      | Parti | Parti | Circonscription |
| --- | ------------------------------ | ----- | ----- | --------------- |
| Commissions permanentes législatives |                                |       |       |                 |
| Commission des Affaires institutionnelles et générales | Enrique Casanova               | PSOE  |       | Ibiza           |
| Commission des Affaires sociales, des Droits de l'homme et des Sports | Miquel Ensenyat                | Més   |       | Majorque        |
| Commission de l'Économie | Pilar Sansó                    | PSOE  |       | Majorque        |
| Commission des Finances et des Budgets | Virginia Marí                  | PP    |       | Ibiza           |
| Commission des Finances et des Budgets | Tania Marí (08/11/2022)        | PP    |       | Ibiza           |
| Commission de la Culture, de l'Éducation et des Sports Commission de l'Éducation, de l'Enseignement supérieur et de la Recherche (10/09/2019) Commission de l'Éducation, de la Recherche et de la Culture (10/09/2019) | Helena Benlloch                | PSOE  |       | Ibiza           |
| Commission de la Culture, de l'Éducation et des Sports Commission de l'Éducation, de l'Enseignement supérieur et de la Recherche (10/09/2019) Commission de l'Éducation, de la Recherche et de la Culture (10/09/2019) | Joan Mascaró (04/03/2021)      | PSOE  |       | Ibiza           |
| Commission de l'Environnement et de l'Aménagement territorial | Pilar Carbonero                | PSOE  |       | Minorque        |
| Commission de la Santé | Beatriz Gamundí                | PSOE  |       | Majorque        |
| Commission du Tourisme Commission du Tourisme et du Travail (10/09/2019) | Antonia Martín                 | UP    |       | Majorque        |
| Commission du Tourisme Commission du Tourisme et du Travail (10/09/2019) | Alejandro López (29/04/2021)   | UP    |       | Majorque        |
| Commission du Tourisme Commission du Tourisme et du Travail (10/09/2019) | Antonia Martín (25/11/2021)    | UP    |       | Majorque        |
| Commissions permanentes non-législatives |                                |       |       |                 |
| Commission du Règlement | Vicenç Thomàs                  | PSOE  |       | Majorque        |
| Commission du Statut des députés | Mercedes Garrido               | PSOE  |       | Majorque        |
| Commission du Statut des députés | Silvia Cano (24/02/2021)       | PSOE  |       | Majorque        |
| Commission des Pétitions | Irantzu Fernández              | PSOE  |       | Ibiza           |
| Commission des Pétitions | Joan Ferrer (24/11/2021)       | PSOE  |       | Majorque        |
| Commission des Pétitions | Irantzu Fernández (26/01/2022) | PSOE  |       | Ibiza           |
| Commission de la Participation citoyenne | Vicenç Thomàs                  | PSOE  |       | Majorque        |
| Commission des Affaires européennes | Damià Borràs                   | PSOE  |       | Minorque        |
| Commission du Contrôle de la radiotélévision régionale | Joan Mascaró                   | PSOE  |       | Minorque        |

## Gouvernement et opposition
| Candidat                 | Date                                    | Vote       |      |    |    |    |     |     |       |     |     | Résultat |
| Candidat                 | Date                                    | Vote       | PSOE | PP | UP | Cs | Més | Vox | El Pi | MpM | GxF | Résultat |
| Francina Armengol (PSOE) | 27 juin 2019 (majorité absolue requise) | Oui        | 19   |    | 6  |    | 4   |     |       | 2   | 1   | 32 / 59  |
| Francina Armengol (PSOE) | 27 juin 2019 (majorité absolue requise) | Non        |      | 16 |    | 5  |     | 3   |       |     |     | 24 / 59  |
| Francina Armengol (PSOE) | 27 juin 2019 (majorité absolue requise) | Abstention |      |    |    |    |     |     | 3     |     |     | 3 / 59   |

## Désignations

### Sénateurs
| Parti | Parti | Sénateurs désignés     | Voix |
| ----- | ----- | ---------------------- | ---- |
| Més   |       | Vicenç Vidal Matas     | 44   |
| PP    |       | José Vicente Marí Bosó | 44   |